# Corrales (Aguadilla)
Corrales es un barrio ubicado en el municipio de Aguadilla en el estado libre asociado de Puerto Rico. En el Censo de 2010 tenía una población de 7659 habitantes y una densidad poblacional de 1228,06 personas por km².

## Geografía
Corrales se encuentra ubicado en las coordenadas 18°27′10″N 67°7′50″O / 18.45278, -67.13056. Según la Oficina del Censo de los Estados Unidos, Corrales tiene una superficie total de 6,24 km², que corresponden a tierra firme.

## Demografía
Según el censo de 2010, había 7659 personas residiendo en Corrales. La densidad de población era de 1228,06 hab./km². De los 7659 habitantes, Corrales estaba compuesto por el 83,56% blancos, el 8,12% eran afroamericanos, el 0,04% eran amerindios, el 0,05% eran asiáticos, el 4,92% eran de otras razas y el 3,3% pertenecían a dos o más razas. Del total de la población el 99,27% eran hispanos o latinos de cualquier raza.